# الوحدة 5700
الوحدة 5700 والمعروفة أيضاً باسم الوحدة التكتيكية للمطارات المتقدمة (تختصر إلى ياحاك بالعبرية) هي وحدة خاصة تابعة للقوات الجوية الإسرائيلية معنية بإنشاء وتشغيل قواعد هبوط متقدمة مؤقتة للنقل والتعزيزات والخدمات اللوجستية وغيرها من الأغراض. وهي تشكل جناح القوات الخاصة في القوات الجوية الإسرائيلية جنباً إلى جنب مع وحدة شلداغ والوحدة 669.

## مهمتها
تتلخص مهمة الوحدة في تحديد وتشغيل المطارات المتقدمة وممرات الطيران القابلة للاستخدام للطائرات، والتي لا تعد مطارات دائمة للقوات الجوية الإسرائيلية.
يتولى تنفيذ هذا الدور عبر «مهبط هجوم متقدم» من قبل المظليين، ويشمل فحص مدى ملاءمة المنطقة للمهمة، ووضع علامات عليها وإنشاء مهبط مؤقت للطائرات. يجرى فحص الممرات المقصودة من قبل «خبير تربة» وهو أيضاً السلطة المهنية التي توافق على الهبوط على الفور. ينفذ العمل بطائرات النقل والطائرات المختلفة ويتطلب معرفة الاتصالات والتحكم بالطيران ومهارات المشاة والملاحة والتنقل.

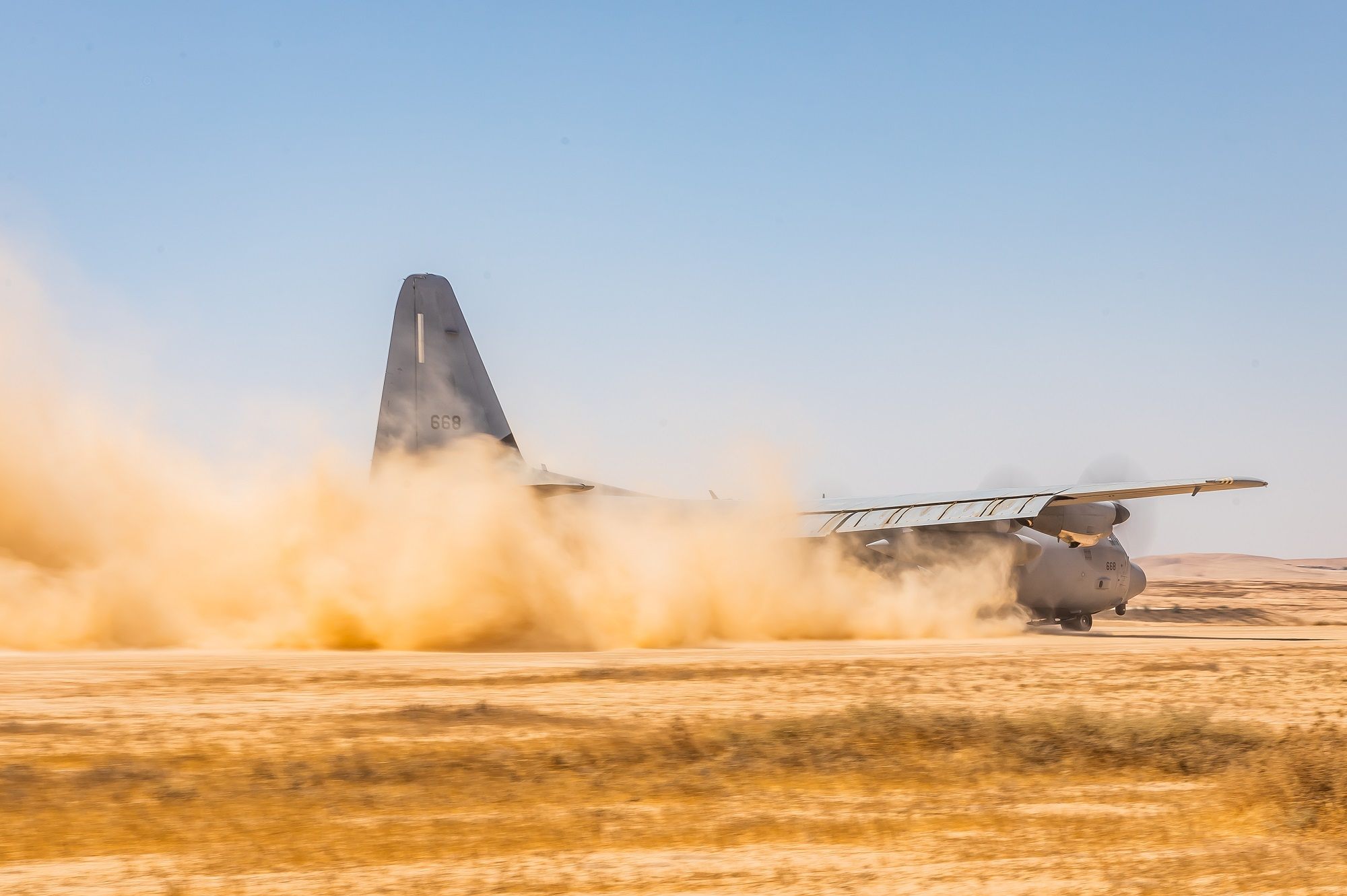
طائرة نقل تهبط في مهبط طائرات أقامته الوحدة 5700 في أبريل 2021

كما تلعب الوحدة دوراً في تأمين منشآت القوات الجوية. ودور الوحدة مشابه لدور فريق المراقبة القتالية [الإنجليزية] في القوات الجوية الأمريكية.

## تاريخها
تأسست الوحدة في 10 ديسمبر 1973 في قاعدة اللد الجوية. كان أفراهام شافيت أول من أسس الوحدة التي كانت تسمى آنذاك «فرع الطريق». شاركت الوحدة تحت قيادة عاموس جوردن في حرب أكتوبر، وعملية الليطاني في 1978، وحرب لبنان في 1982، حيث نُشرت الوحدة في مطار بيروت الدولي لعمليات القوات الجوية، وساعدت في تأهيل مهبط للطائرات في أنصار والمطارات القريبة من مرجعيون والدامور. ساعد جنود الوحدة في إجلاء اليهود الإثيوبيين خلال عملية موسى. كما نقلت الوحدة مساعدات إنسانية إلى رواندا وشاركت في تدريبات عسكرية في المكسيك. نُشرت الوحدة في قاعدة نفاطيم الجوية في 2009. انضمت الوحدة إلى قيادة القوات الجوية الخاصة في القوات الجوية الإسرائيلية في 2009. ثم انتقلت إلى جناح القوات الجوية الخاصة (الجناح السابع) في 2022. شاركت الوحدة أيضاً في الحرب الفلسطينية الإسرائيلية. دُمج أفراد من الإناث في الوحدة لأول مرة في 2024.

## الاختيار والتدريب
تتمثل المتطلبات الأساسية للانضمام إلى الوحدة: ملف طبي 82 أو أعلى، فحص أولي 53 أو أعلى، تقييم نفسي تقني أولي 50 أو أعلى. تشمل عملية الفرز اختبارات محوسبة وفحوصات طبية وتحقيقات أمنية ومقابلات.
- التدريب العسكري - نفس التدريب الذي يتلقاه أفراد الوحدة 669 ووحدة شلداغ.

- التجنيد - دورة تجنيد محدودة لمدة عام واحد، تُعقد في نهاية شهر نوفمبر.